# Úlfilas (general)
Úlfilas (em grego: Ούλφίλας; em latim: Ulphilas), ou Úlfula (em latim: Ulphula) segundo Próspero Tiro, foi um oficial romano do começo do século V. É citado em 411, quando, ao lado de Constâncio, colocou Gerôncio para correr, derrotou o exército de Constantino III sob Edóbico e capturou o usurpador após sitiarem Arles. Na batalha próximo a Arles contra Edóbico, Úlfilas era comandante da cavalaria, seja como mestre da cavalaria na presença seja mestre da cavalaria da Gália.